# Аполінарій Внуковський
Аполінарій Внуковський (пол. Apolinary Wnukowski; нар. 23 липня 1848, Хотин — пом. 21 травня 1909, Санкт-Петербург) — російський католицький єпископ, дванадцятий архієпископ Могильовський.

## Біографія
Аполлінарій Внуковський народився у 1848 році, а в 1865 році він вступив до семінарії Кам'янець-Подільського, яка через рік була закрита. Потім він продовжив навчання в Житомирі та Петербурзі (Імператорська Римо-католицька духовна академія). Духовну академію в столиці закінчив зі ступенем магістра богослов'я. 15 червня 1872 року Аполлінарій Внуковський був рукоположений у священики, служив професором, а потім ректором Житомирської духовної семінарії.
24 квітня 1904 року був призначений єпископом Плоцька. Єпископська хіротонія відбулася 13 листопада 1904 року.
У 1905 році помер митрополит могильовський Єжи Шембек, однак кандидатуру нового митрополита довгий час не вдавалося узгодити через суспільно-політичну кризу в Росії, пов'язану з революцією 1905 року. Адміністратором митрополії в 1905—1908 роках не в перший і не в останній раз служив єпископ Стефан Денисевич.
Нарешті 16 червня 1908 року новим архиєпископом-митрополитом Могильовським  був призначений Аполлінарій Внуковський. Російський уряд затвердив це призначення. 23 листопада 1908 року відбулася інтронізація нового митрополита в Санкт-Петербурзі, проте всього через півроку після цього митрополит Внуковський помер. Похований на Польському цвинтарі в Житомирі.
Аполлінарій Внуковський залишився в історії як людина обдарована, але слабка та хвороблива, яка нічим особливим в управлінні архиєпархії не відзначилась.